# ماكاستورنا
ماكاستورنا، (بالإنجليزية: Maccastorna)‏، هي (بلدية) في مقاطعة لودين، في منطقة لومباردي الإيطالية، وتقع على بعد حوالي 50 كم (31 ميل) جنوب شرق ميلان، وحوالي 20 كم (12 ميل) جنوب شرق لودي.

## السكان
في سنة 1861 بلغ عدد السكان 372 نسمة، وتطور العدد ليصل في سنة 2011 لـ 60 نسمة.
يظهر هذا المخطط البياني تطور النمو السكاني لـ ماكاستورنا